# Gorouol-Kadjé
Ne doit pas être confondu avec Gorouol-Kollé.
Gorouol-Kadjé est une localité située dans le département de Bani de la province du Séno dans la région Sahel au Burkina Faso.